# Admiralty Peak
Der Admiralty Peak ist ein 945 m hoher Berggipfel im Zentrum Südgeorgiens. Er ragt östlich der Wilckenskette auf.
Kartiert wurde er im Rahmen der britischen Discovery Investigations zwischen 1926 und 1930. Namensgeber ist die britische Admiralität.